# ملعب بيرلي
ملعب بيرلي (بالإنجليزية: Pirelli Stadium)‏ هو ملعب كرة قدم بإنجلترا. اُفتُتح عام 2005 ، يتسع الملعب إلى 6900 متفرج.